# 花田組 (大分県)
株式会社花田組（はなだぐみ）は、かつて存在した総合建設会社（ゼネコン）。大分県竹田市に本社を置いていた。

## 概要
1871年（明治3年）12月1日に創業した、大分県内で最も歴史のある建設会社であった。
その歴史は江戸時代にまでさかのぼる。創業者花田幾太郎の兄の幸政治郎は、岡藩の領地であった豊後国大分郡三佐（現在の大分市三佐）の大工の棟梁で、80名の大工を抱え、後には苗字帯刀を許され、岡藩の総棟梁を務めた。幾太郎は兄の政治郎とともに働き、大工の技術を身につけた。幾太郎は竹田の名家花田家の養子となって花田姓を名乗り、花田組を創業。以来、花田組の棟梁・代表取締役は代々花田幾太郎を襲名している。
公共事業の減少などによる業績不振のため、2013年（平成25年）4月1日に事業を停止し、4月2日に大分地方裁判所竹田支部より破産手続きの開始決定を受けた。

## 沿革
- 1871年（明治 3年）12月1日 - 初代花田幾太郎が土木建築請負業を創業。
- 1906年（明治39年） 1月1日 - 二代目が花田幾太郎を襲名。
- 1949年（昭和24年）10月1日 - 建設大臣登録を受ける。
- 1964年（昭和39年）12月26日 - 株式会社に改組。花田武士が代表取締役に就任。
- 1971年（昭和46年） 2月8日 - 花田武士が三代目花田幾太郎を襲名。
- 1980年（昭和55年）12月12日 - 花田治生が代表取締役に就任。
- 1981年（昭和56年） 3月5日 - 花田治生が四代目花田幾太郎を襲名。
- 2013年（平成25年） 4月2日 - 大分地方裁判所竹田支部から破産手続開始決定を受ける。